# Austin Bold Football Club
Austin Bold Football Club è una società calcistica statunitense con sede ad Austin, in Texas, che disputa le proprie partite interne presso il Bold Stadium, impianto da 5.000 posti a sedere situato all'interno del Circuit of the Americas.
Dal 2019 milita nella USL Championship, campionato professionistico di secondo livello.

## Storia
Il club è stato fondato nel 2017 da un gruppo di impresari capitanato da Bobby Epstein, proprietario del Circuito delle Americhe. Nel 2019 la squadra ha finalmente esordito in USL Championship in un pareggio per 0-0 sul campo dei Las Vegas Lights. Il primo incontro casalingo, disputatosi poche settimane più tardi, il 30 marzo, ha visto l'Austin Bold uscire vincitrice per 1-0 contro il San Antonio. Alla prima stagione tra i professionisti il club riuscì anche a qualificarsi per i playoff: dopo aver sconfitto per 2-0 il L.A. Galaxy II nel turno preliminare, la squadra è uscita però sconfitta dal match di quarti di finale della Western Conference contro il Phoenix Rising.

## Polemiche
La proprietà del club è stata protagonista di un'accesa polemica con Anthony Precourt, proprietario della franchigia MLS dell'Austin FC. Il Bold ha infatti ritirato il supporto alla fondazione della nuova franchigia a causa di un video contenente presunti contenuti razzisti. A seguito di ciò, però, il proprietario di maggioranza dell'Austin Bold Epstein è stato accusato di opporsi alla franchigia MLS in modo scorretto, fornendo disinformazione e mentendo al pubblico.

## Rosa 2020
Rosa e numerazione aggiornate al 16 novembre 2020.
| N. |                           | Ruolo | Calciatore           |
| -- | ------------------------- | ----- | -------------------- |
| 2  | Cile (bandiera)           | C     | Jorge Troncoso       |
| 4  | Giamaica (bandiera)       | D     | Jermaine Taylor      |
| 5  | Gambia (bandiera)         | D     | Ismaila Jome         |
| 6  | Giamaica (bandiera)       | D     | Je-Vaughn Watson     |
| 7  | Turks e Caicos (bandiera) | A     | Billy Forbes         |
| 8  | Messico (bandiera)        | C     | Xavier Báez          |
| 9  | Giamaica (bandiera)       | A     | Nathaniel Adamolekun |
| 10 | Brasile (bandiera)        | A     | Kléber               |
| 12 | Messico (bandiera)        | C     | Cristian Ortíz       |
| 13 | Stati Uniti (bandiera)    | A     | Roberto Avila        |
| 15 | Stati Uniti (bandiera)    | D     | Amobi Okugo          |
| 17 | Giamaica (bandiera)       | D     | Sean McFarlane       |
| 18 | Francia (bandiera)        | D     | Fabien Garcia        |
| 19 | Stati Uniti (bandiera)    | C     | Kristopher Tyrpak    |
| 20 | Stati Uniti (bandiera)    | D     | Josué Soto           |
| 21 | Francia (bandiera)        | D     | Thomas de Villardi   |

| N. |                        | Ruolo | Calciatore       |
| -- | ---------------------- | ----- | ---------------- |
| 22 | Messico (bandiera)     | A     | Aldo Quintanilla |
| 23 | Giamaica (bandiera)    | P     | Ryan Thompson    |
| 24 | Stati Uniti (bandiera) | P     | Diego Restrepo   |
| 25 | Stati Uniti (bandiera) | P     | Vincent Tasca    |
| 32 | Senegal (bandiera)     | C     | Ates Diouf       |
| 33 | Stati Uniti (bandiera) | C     | Sonny Guadarrama |
| 34 | Brasile (bandiera)     | D     | Gustavo Rissi    |
| 42 | Stati Uniti (bandiera) | P     | Edward Alonzi    |
| 43 | Stati Uniti (bandiera) | P     | Zachary Kos      |
| 45 | Ghana (bandiera)       | C     | Ema Twumasi      |
| 66 | Senegal (bandiera)     | C     | Ates Diouf       |
| 87 | Russia (bandiera)      | C     | Valeri Saramutin |
| 91 | Stati Uniti (bandiera) | C     | Alan Rivera      |
| 92 | Stati Uniti (bandiera) | C     | Derreck Espinal  |
| 94 | Stati Uniti (bandiera) | A     | AJ Francois      |
| 99 | Brasile (bandiera)     | A     | André Lima       |